# Johann Schweffel IV.

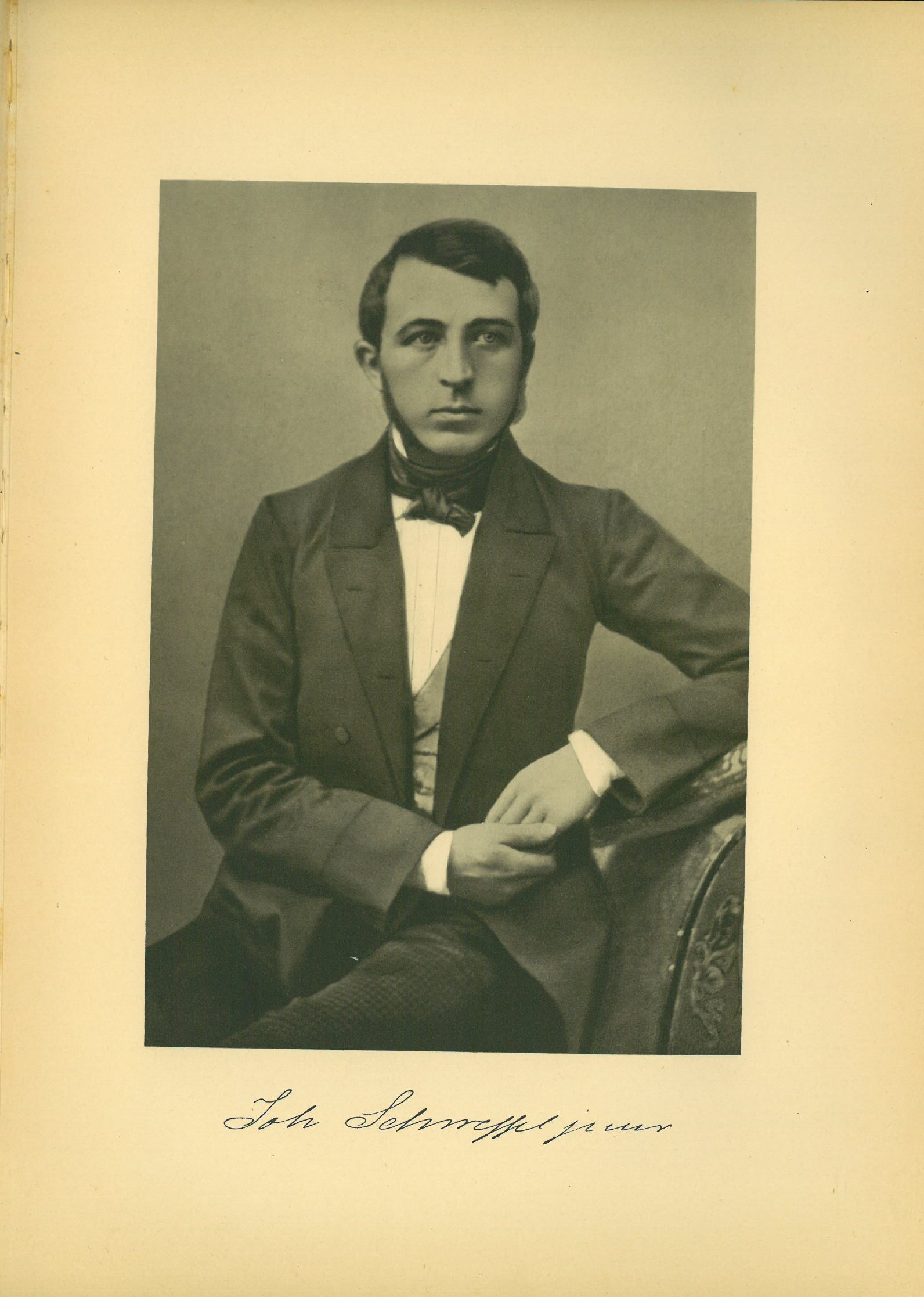
Johann Schweffel IV.

Johann Schweffel IV. (* 12. Mai 1825 in Kiel; † 23. August 1910 ebenda) war ein deutscher Kaufmann.

## Leben und Wirken
Johann Schweffel IV. war Mitglied einer bedeutenden Familie Kieler Kaufleute. Als eines von zehn Kindern von Johann Schweffel III. schloss er „mit großem Erfolg“ 1847 ein drei Jahre zuvor begonnenes Studium an der Polytechnischen Schule in Hannover ab. Viele Jahre arbeitete er gemeinsam mit seinem Vater im Familienunternehmen. Mit August Ferdinand Howaldt leitete er ab 1854 die Geschäfte des Unternehmens Schweffel & Howaldt. Am 30. Dezember 1879 schied er aus der Geschäftsführung aus und widmete sich anderen Dingen. Ab 1898 lebte er als zurückgezogener Pensionär.
Johann Schweffel IV. war Mitglied der Kieler Stadtvertretung, seit 1864 Deputierter Bürger und amtierte mehrere Jahre als stellvertretender Vorstehender der Stadtverordneten. Er heiratete am 21. September 1855 in Lüneburg Christine Bertha Franziska Winter (* 12. Juli 1831 – 22. März 1916). Das Ehepaar hatte vier Töchter. Die Bedeutung der Familie Schweffel in Kiel endete mit dem Ableben Johann Schweffel IV. im August 1910.